# Waldrach

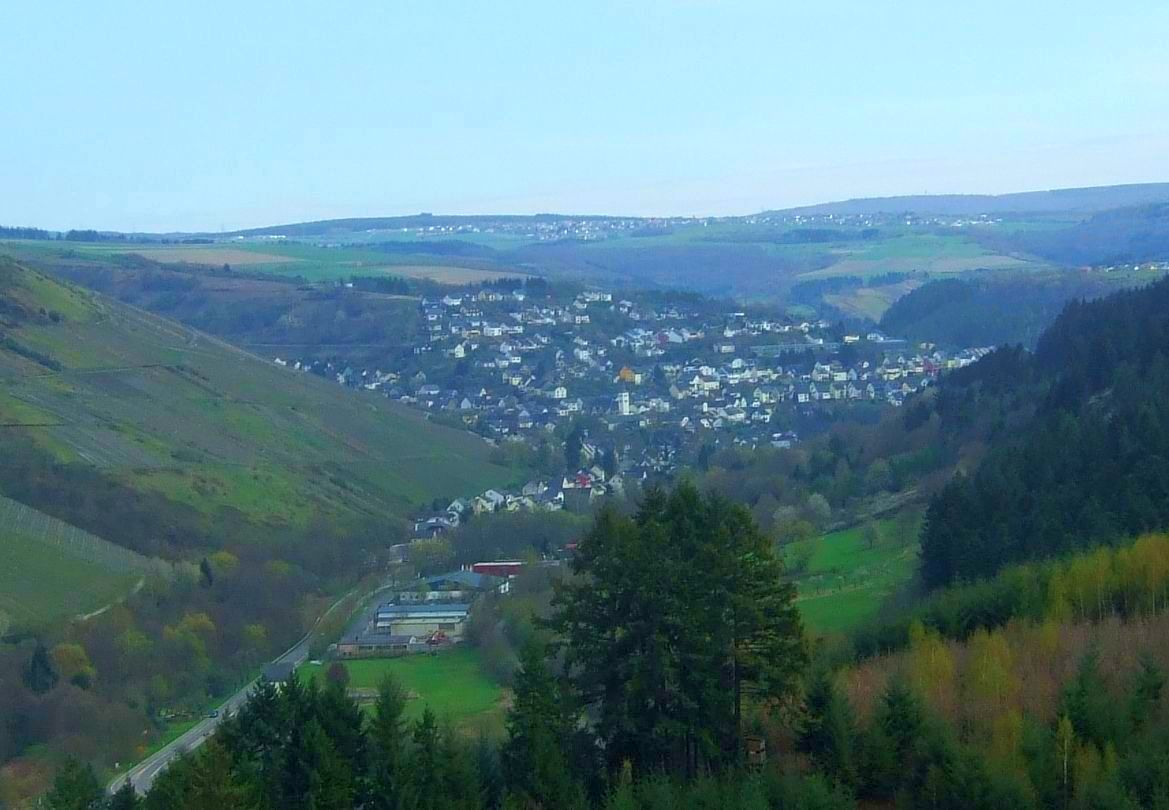
Waldrach im Ruwertal

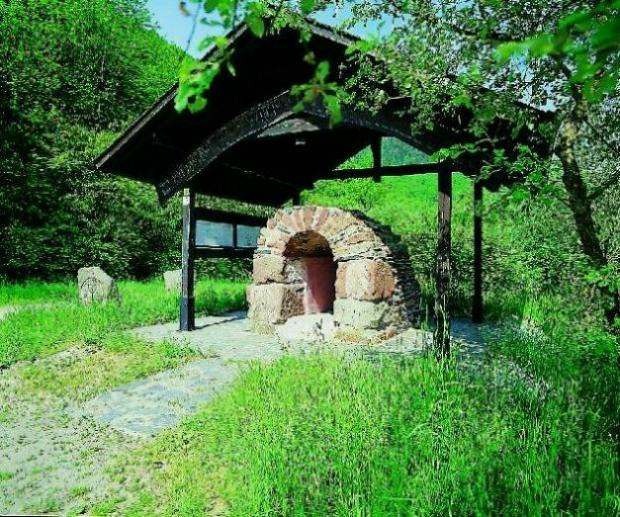
Römische Wasserleitung - Nachbildung -

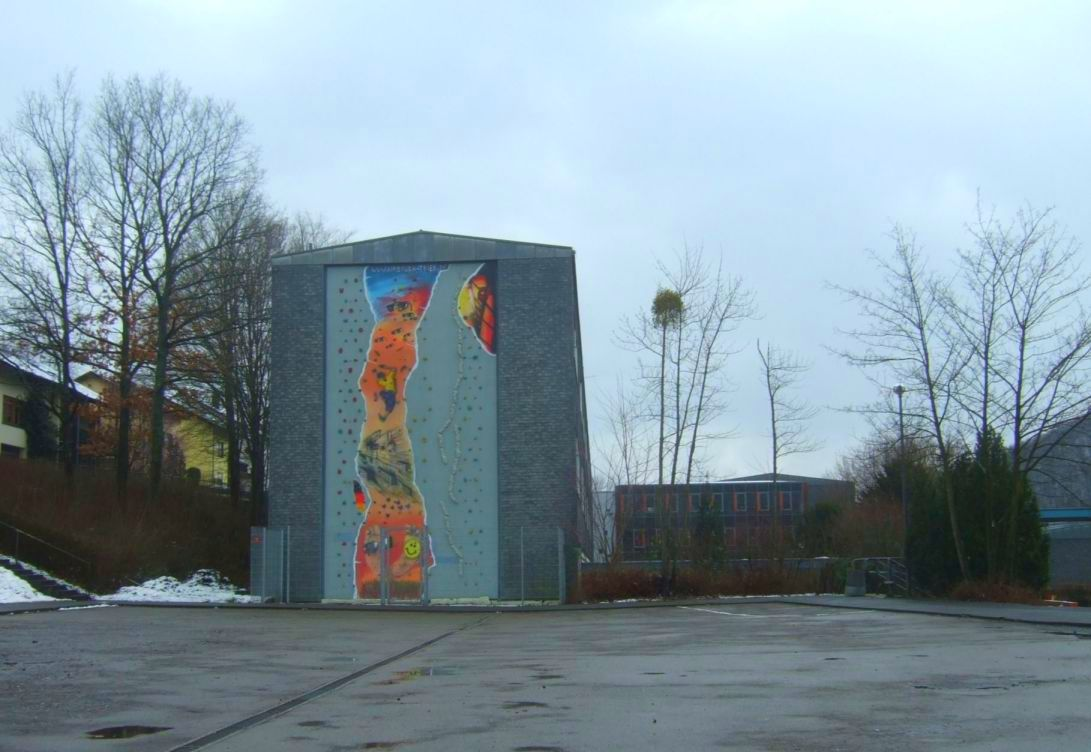
Schulgebäude

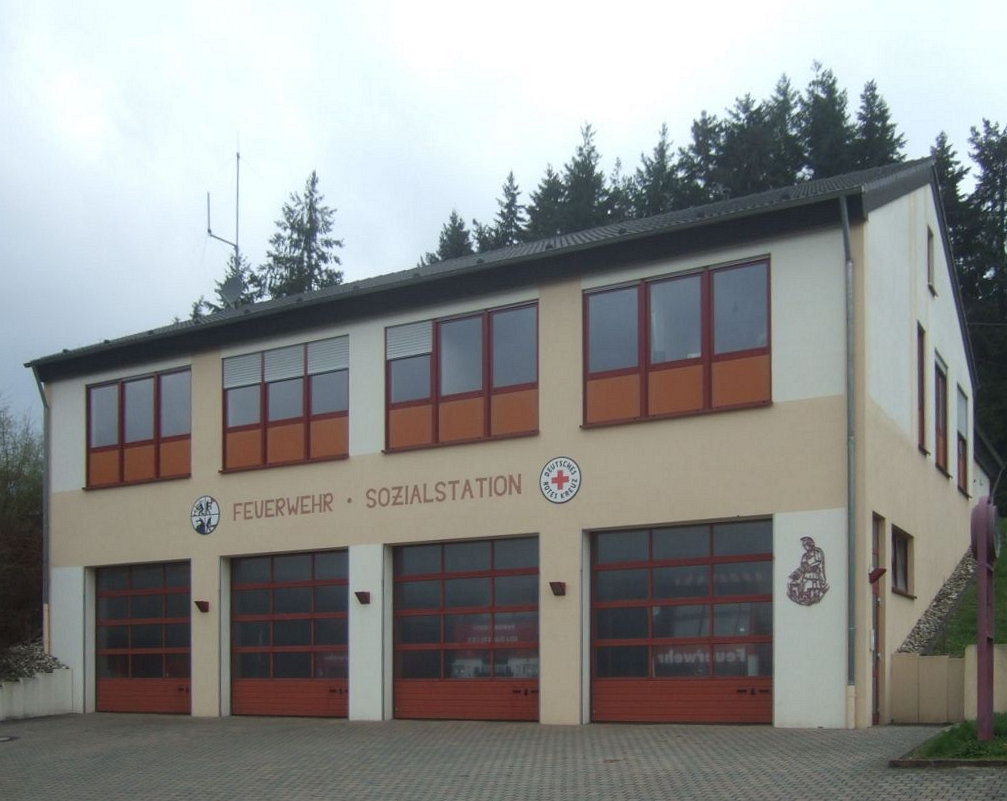
Feuerwehrhaus und Sozialstation Waldrach

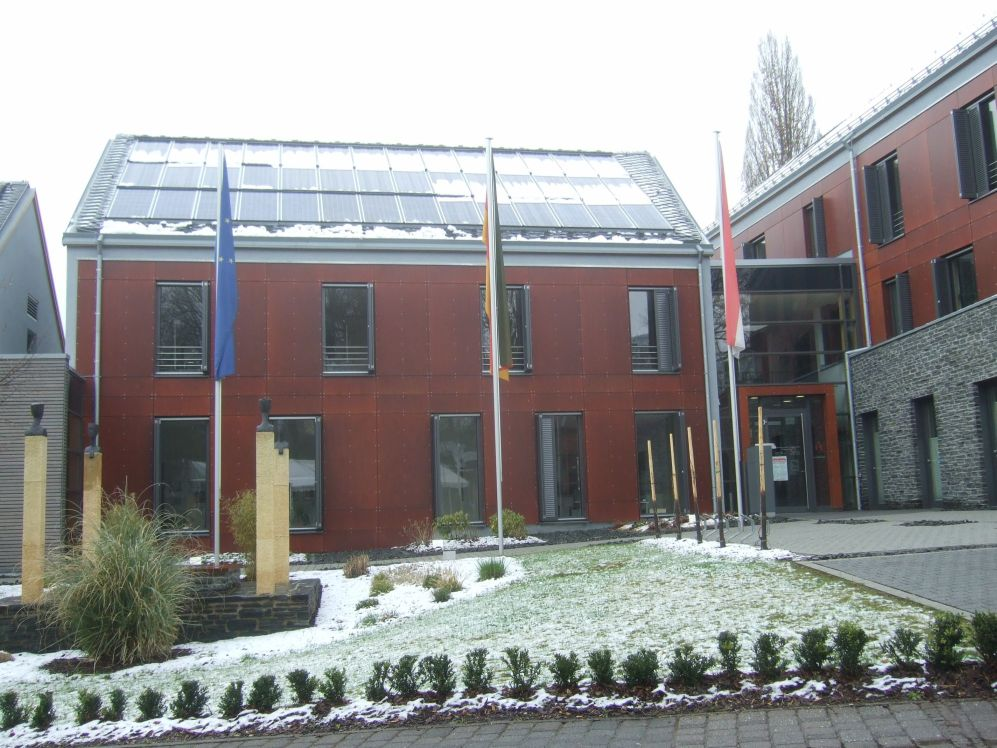
Rathaus VG Ruwer

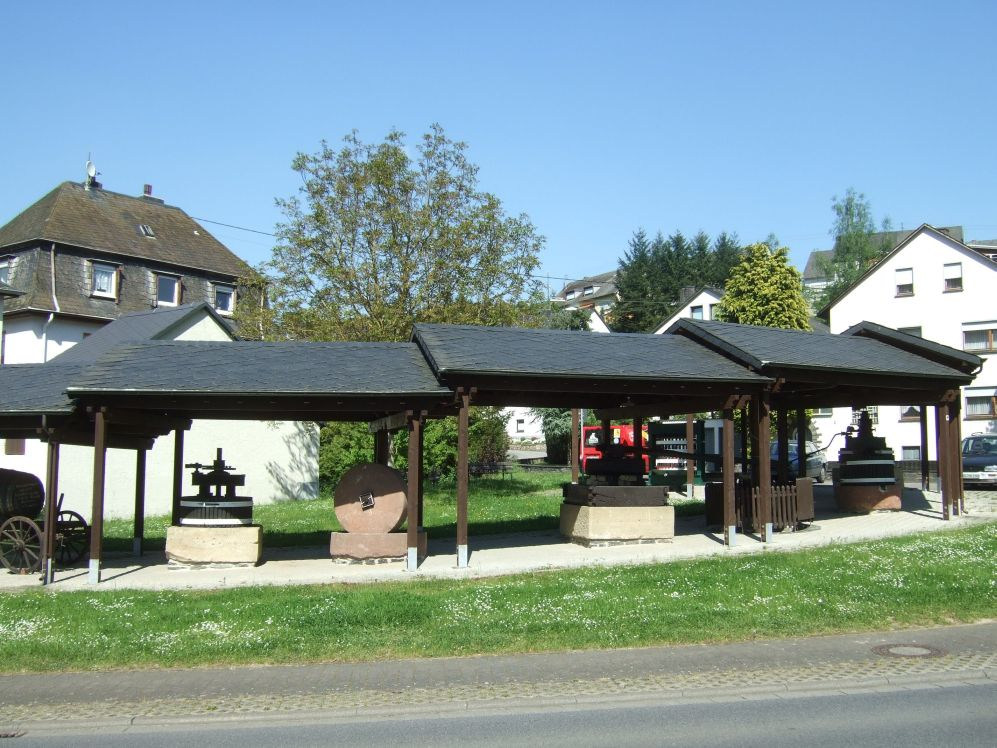
Keltermuseum am Platz der Deutschen Weinkönigin

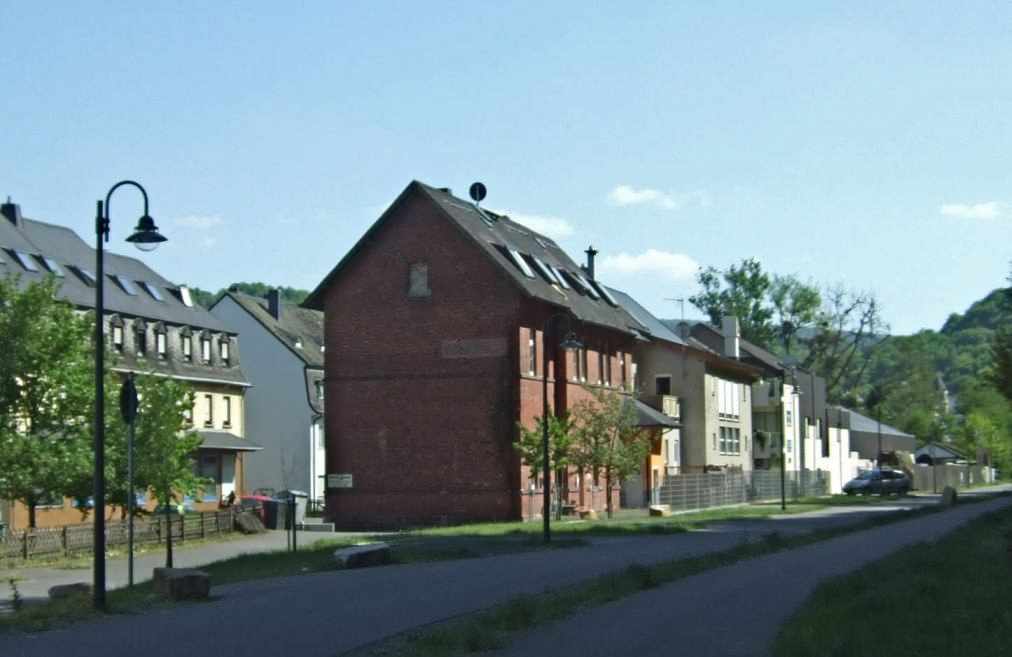
Alter Bahnhof

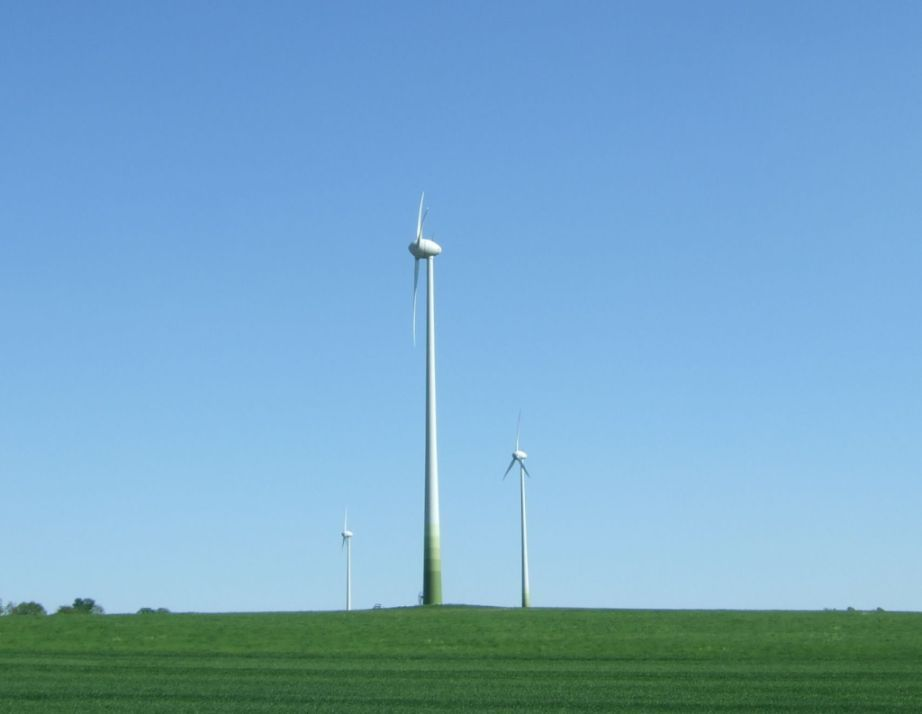
Windräder bei Waldrach

Waldrach (moselfränkisch: Waldrisch) ist eine Ortsgemeinde im Landkreis Trier-Saarburg in Rheinland-Pfalz. Sie ist Verwaltungssitz der Verbandsgemeinde Ruwer, der sie auch angehört. Waldrach ist ein staatlich anerkannter Erholungsort und gemäß Landesplanung als Grundzentrum ausgewiesen.

## Geographie
Der Weinort liegt im Ruwertal. Zu Waldrach gehören auch die Wohnplätze Haus Kampf, Schleifmühle und Schmelzmühle.
Umliegende Orte sind Kasel, Fell, Thomm, Osburg, Riveris, Morscheid und Trier-Tarforst.
Links der Ruwer liegt die markante Naumeter Kupp, die zu Trier-Tarforst gehört. Auf der anderen Talseite liegen die höchsten Erhebungen der Gemarkung mit dem Hochbüschkopf (408 m), Ginner (423 m), Biedelt (426 m) und dem Läusberg (427 m). Als Waldracher Berg bezeichnet man den Abschnitt der Landesstraße 149 vom Ortsausgang Waldrach bis zum Hinkelhaus bei Thomm, der eine Länge von etwa 5 km hat und einen Höhenunterschied von gut 200 Metern.
Fließgewässer im Gemeindegebiet sind neben Ruwer und Riveris die linken Ruwer-Zuflüsse Fuchsbach, Wolfsbach, Latschbach und Benninger Bach, die rechten Riveris-Zuflüsse Bausbach (mit Rotelbach) und Schupperterbach sowie die rechten Ruwer-Zuflüsse Mörtschelbach und Kehrnagelbach.
Im Nordosten der Gemarkung fließen der Bach vom Ginner, der Schraubelsbach und der Rilpesbach über den Nossernbach zum Feller Bach und zur Mosel. Sehr kleine Gebiete entwässern dort noch zum Longuicher Bach (Mosel) und zum Frievelsbach (Fellerbach).

## Geschichte
Die Besiedlung des Trierer Landes, die zur Zeit der Kelten wohl nur sporadisch war, erfuhr mit der Eroberung und Besitznahme durch die Römer einen enormen Aufschwung. Mit Beendigung der kriegerischen Auseinandersetzungen entstanden auf dem Lande mehr und mehr römische Hofgüter sowie Villen und aus vielen von diesen dörfliche Siedlungen, insbesondere in den Tälern von Mosel, Saar und Ruwer, in denen sich der Weinbau ausbreitete. Die bekannteste Weinlage ist die Waldracher Krone. Auch der Viez wird in der Umgebung hergestellt.
Der im unteren Ruwertal gelegene Weinort Waldrach, mit einer Gemarkungsgröße von rund 1.200 ha, davon rund 70 ha Weinberge, kann auf eine fast 2.000-jährige Geschichte zurückblicken. Reste von römischen Siedlungen wurden im Bereich der Pfarrkirche, der Schleifmühle (Marmorschleifmühle, laut Ausonius), in Zalzick und in St. Liepert (römisches Hofgut) gefunden. Etwas oberhalb der Schleifmühle war der Einlauf bzw. Anfang der aus dem Wasser der Ruwer gespeisten römischen Wasserleitung, die durch einen geschlossenen Kanalbau führte und die Römerstadt Trier mit Wasser versorgte. Ein Nachbau des Querschnitts dieser römischen Wasserleitung befindet sich am südlichen Ortsrand an einem Parkplatz der Kreisstraße 12. Reste des Originals der römischen Wasserleitung sind im Bereich des ehemaligen Bahnhofes zu sehen.
Der Ortsname ist in seiner Schreibweise im Laufe der Jahrhunderte mehrfach geändert worden. „Valeriacum“ wird der Ort in Urkunden Karls des Großen (802) sowie Ottos des Großen (949) genannt. Wohl abgeleitet von dem Namen „Valerius“, einer der drei ersten Bischöfe in Trier. Seit der Eckbert-Urkunde von 981 – in der die Pfarrkirche erstmals erwähnt ist – heißt der Ort dann Waltrach (1200 Waltracha, 1212 Waltrache, 1255 Waltrachen, 1323 Waltraco, 1411 Valtrich, 1646 Waltrich) und ab 1841 erstmals Waldrach.
Der Turm der katholischen Pfarrkirche St. Laurentius geht auf das 12. Jahrhundert zurück. Die Pfarrkirche in ihrer jetzigen Form wurde 1904/05 erbaut. Bei der Einnahme des Orts durch US-amerikanische Streitkräfte im Februar 1945 setzten diese den Dachstuhl der Kirche durch gezielten Beschuss in Brand, da man einen Beobachtungsposten des Volkssturms im Kirchturm vermutete. Diese Annahme erwies sich jedoch als falsch, da der Volkssturm zu diesem Zeitpunkt bereits nach Fell abgerückt war. Der Dachstuhl brannte durch den Beschuss völlig aus. Nach Kriegsende wurde die Kirche aufwendig wiederhergestellt und Anfang der 1980er Jahre modernisiert. Weitere Renovierungsarbeiten fanden vor dem 100. Kirchenjubiläum im Jahre 2005 statt.
Die 1967 eröffnete St. Laurentius Grund- und Hauptschule war eine Mittelpunktschule, später eine Regionalschule und ab 2009/2010 eine Realschule plus für die umliegenden Ortsgemeinden.
Im Jahre 1985 wurde Mechthild Meyer (später Weis) aus Waldrach Deutsche Weinkönigin. Der "Platz unserer Deutschen Weinkönigin" (ehem. Untere Kirchstraße 1, später verlegt an den Südwest-Rand der Gemeinde) wurde in Anlehnung an dieses Ereignis benannt.
Zur Erinnerung an die jüdischen Opfer des Nationalsozialismus in Waldrach wurden im Jahr 2007 durch den Künstler Gunter Demnig sechs Stolpersteine verlegt, siehe dazu auch die Liste der Stolpersteine in Waldrach.
2014 wurde am Gemeindeplatz das neue Familienzentrum Waldrach fertiggestellt. Es umfasst Räumlichkeiten für die Kindertagesstätte St. Laurentius, einen Bürgersaal sowie einen Jugendraum.
Im September 2017 wurde Kathrin Hegner aus Waldrach zur neuen Moselweinkönigin gewählt.

### Bevölkerungsentwicklung
Die Entwicklung der Einwohnerzahl von Waldrach, die Werte von 1871 bis 1987 beruhen auf Volkszählungen:
| Jahr | Einwohner |
| ---- | --------- |
| 1815 | 533       |
| 1835 | 677       |
| 1871 | 722       |
| 1905 | 1.015     |
| 1939 | 1.564     |
| 1950 | 1.649     |
| 1961 | 1.926     |

| Jahr | Einwohner |
| ---- | --------- |
| 1970 | 2.204     |
| 1987 | 2.084     |
| 1997 | 2.056     |
| 2005 | 2.030     |
| 2011 | 2.029     |
| 2017 | 2.046     |
| 2023 | 2.114     |

Am 31. Dezember 2015 gab es 2.098 Haupt- und Nebenwohnsitze in Waldrach und am 31. Dezember 2017 waren es 2.130.

## Politik
Seit dem 1. November 2005 ist Waldrach Sitz der Verbandsgemeindeverwaltung Ruwer mit einem neu erbauten Rathaus in der Unteren Kirchstraße 1.
Davor befindet sich die Skulptur Wächter des Wassers des Trierer Künstlers Guy Charlier aus dem Jahre 2006.

### Gemeinderat
Der Ortsgemeinderat in Waldrach besteht aus 16 Ratsmitgliedern, die bei der Kommunalwahl am 9. Juni 2024 in einer personalisierten Verhältniswahl gewählt wurden, und dem ehrenamtlichen Ortsbürgermeister als Vorsitzendem.
Die Sitzverteilung im Ortsgemeinderat:
| Wahl | SPD | CDU | FWG | Gesamt   |
| ---- | --- | --- | --- | -------- |
| 2024 | 5   | 11  | –   | 16 Sitze |
| 2019 | 4   | 8   | 4   | 16 Sitze |
| 2014 | 3   | 9   | 4   | 16 Sitze |
| 2009 | 3   | 9   | 4   | 16 Sitze |
| 2004 | 3   | 8   | 5   | 16 Sitze |

- FWG = Freie Wählergruppe Waldrach e. V.

### Ortsbürgermeister
Rainer Krämer (CDU) wurde am 4. Juli 2019 Ortsbürgermeister von Waldrach. Bei der Direktwahl am 9. Mai 2019 wurde er mit einem Stimmenanteil von 65,99 % gewählt und am 9. Juni 2024 als einziger Bewerber mit 77,4 % für fünf Jahre wiedergewählt.
Amtsinhaber
- Johann Bales, 1964 bis 1989
- Heinfried Carduck, 1989 bis 2019
- Rainer Krämer, ab 2019

### Wappen
| Wappen von Waldrach | Blasonierung: „Der Schild ist geteilt und oben gespalten. Oben rechts in Silber ein rotes Balkenkreuz. Oben links in Grün ein schräglinkes silbernes Wellenband, beiderseits begleitet von einem goldenen Tannenbaum. Unten in Gold ein grüner Weinstock mit drei grünen Blättern und zwei grünen Trauben.“                                                                                                 |
| Wappen von Waldrach | Wappenbegründung: Das rote Balkenkreuz in Silber ist das heraldische Wahrzeichen des Erzbistums und Kurfürstentums Trier, zu dem Waldrach vom Mittelalter bis zur Säkularisation gehörte. Das silberne Wellenband kennzeichnet die Ruwer. Die Tannenbäume weisen „redend“ auf den Begriff „Wald“ im Ortsnamen hin. Der Weinstock erinnert daran, dass Waldrach die größte Weinbaugemeinde an der Ruwer ist. |

## Kultur und Sehenswürdigkeiten
Kulturdenkmäler in Waldrach sind die Pfarrkirche, zwei Wegekapellen, ein Weingut, ein Weinbergsportal sowie ein Quereinhaus.
Siehe dazu die Liste der Kulturdenkmäler in Waldrach.
In und um Waldrach gibt es zahlreiche Wegekreuze und Bildstöcke.
Sehenswert sind auch Teile der Römischen Ruwerwasserleitung im Bereich des ehemaligen Bahnhofes sowie ein Nachbau der Ruwerwasserleitung oberhalb des Ortes an der Straße der Römer.
Sport
Seit 10 Jahren (Stand 2020) gibt es in Waldrach oberhalb des Waldweges einen etwa ein Kilometer langen abschüssigen Mountainbike-Trail, den sogenannten Gotterhüttentrail (auch Götterhüttentrail).

## Wirtschaft und Infrastruktur

### Land- und Forstwirtschaft, Weinbau
Die Bodenfläche in Waldrach hat eine Größe von 12,46 km².
Davon entfallen auf:
- Landwirtschaftsflächen 37,9 %
- Waldflächen 48,1 %
- Wasserflächen 0,4 %
- Siedlungs- und Verkehrsflächen 13,5 %
- Sonstige Flächen 0,1 %

Die Weinlagen sind Heiligenhäuschen, Hubertusberg, Sonnenberg, Jungfernberg, Krone, Laurentiusberg, Ehrenberg, Doktorberg, Meisenberg, Jesuitengarten und Kurfürstenberg.
Der bis in die 1980er Jahre landschaftsbestimmend ausgeprägte Weinbau ist heute stark rückläufig, wie an den stillgelegten Anbauflächen deutlich zu erkennen ist. Grund hierfür ist u. a. die abnehmende Anzahl der Nebenerwerbswinzer, für die der Weinbau durch die hohen personellen und materiellen Anforderungen der Bewirtschaftung von Steillagen und die niedrigen Erzeugerpreise finanziell keine Anreize mehr bietet.
Waldrach ist bekannt für seine Douglasienbestände. Im Forstrevier Waldrach gibt es etwa 15 Hektar Douglasienwald.

### Unternehmen
Waldrach verfügt über einige Gewerbe- und Handwerksbetriebe, Geschäftsstellen der Sparkasse Trier und der Volksbank Trier Eifel sowie über eine Postfiliale.
Zwischen Waldrach und Kasel befindet sich ein Gewerbegebiet.
Dort hat im Jahre 2011 ein Wasgau-Markt einen neu errichteten Einkaufsmarkt bezogen;
in dem bisherigen Gebäude eröffnete im Oktober 2015 eine Norma-Filiale.
Größte Arbeitgeber sind die Schule und die Verbandsgemeindeverwaltung.
Dem Tourismus wird in den letzten Jahren immer größere Bedeutung beigemessen.
Über Waldrach an der Landesstraße 151 befindet sich ein Bürgerwindpark mit zehn Windkraftanlagen.

### Medien
Örtliche Medien sind der Trierische Volksfreund, der Mosel-Ruwertaler Wochenspiegel und das Amtsblatt der Verbandsgemeinde Ruwer.

### Öffentliche Einrichtungen
Öffentliche Einrichtungen in Waldrach sind die Bücherei, das Familienzentrum, die Feuerwehr, das Jugendhaus, der Kindergarten, die Pfarrkirche St. Laurentius, das Rathaus, die Schule, die Sozialstation mit Pflegestützpunkt, die zentrale Sportanlage, die Tennisanlage, die Volkshochschule und die Jagdgenossenschaft. Der Dr.-Joseph-Hammes-Park liegt am Ortseingang von Waldrach zwischen der Trierer Straße und der Ruwer.

### Verkehr
Durch das Gemeindegebiet von Waldrach führt die Landesstraße 151, durch die Ortslage führt die Landesstraße 149 durch die Trierer Straße, die Bahnhofstraße und die Hermeskeiler Straße.
Öffentlicher Personennahverkehr: Waldrach ist sowohl an das Busnetz der Stadt Trier als auch an die Überlandlinie R200/202 ((Türkismühle–)Hermeskeil–Trier) angeschlossen.
Bahnhof Waldrach
Von 1889 bis 1998 existierte der Bahnhof Waldrach an der Hochwaldbahn.
Er war mit einem Stellwerk ausgerüstet und verfügte über ein Ladegleis (Gleis 1), ein Durchgangsgleis in Richtung Trier (Gleis 2), ein Durchgangsgleis in Richtung Hermeskeil (Gleis 3) und ein Überholungs- und Kreuzungsgleis (Gleis 4).
Ab 2004 entstand auf der ehemaligen Bahntrasse der Ruwer-Hochwald-Radweg.
Die Gebäude am Bahngelände, darunter das ehemalige Empfangsgebäude in Backsteinbauweise, werden heute als Wohn- und Geschäftshäuser genutzt.

## Persönlichkeiten
- Franz Josef Diendorf, Träger des Verdienstordens des Landes Rheinland-Pfalz (1982), Helfer und langjähriger Leiter des Malteser Hilfsdienstes im Ruwertal
- Friedhelm Boll (* 1945), Zeithistoriker und Hochschullehrer
- Paul Linz (* 1956), Fußballtrainer und ehemaliger Fußballspieler
- Lothar van Laak (* 1970), Germanist

## Literarische Bearbeitung
Die Landschaft des Ruwertals wird im Ruwertallied beschrieben.